# Yesterday (film, 2019)
Pour les articles homonymes, voir Yesterday (homonymie).
Pour plus de détails, voir Fiche technique et Distribution.
Yesterday est un film britannique réalisé par Danny Boyle et sorti en 2019. Il s'agit d'une uchronie décrivant un monde parallèle où les Beatles n'auraient jamais existé. Le personnage principal, Jack Malik, connaît dès lors un énorme succès mondial en interprétant leurs chansons.

## Synopsis
Jack Malik est un jeune musicien, guitariste, auteur-compositeur-interprète vivant à Lowestoft dans le Suffolk. Il travaille dans les entrepôts d'un supermarché. Alors qu'il demeure dans le plus parfait anonymat, il songe à abandonner une carrière musicale qui ne décolle pas. Sa « manager » et amie d'enfance, Ellie Appleton, l'encourage cependant autant qu'elle peut à ne pas laisser tomber ses rêves.
Un soir, alors qu'il rentre chez lui à vélo, une panne générale de courant touche la planète tout entière. Dans l'obscurité totale, Jack est  percuté par un bus. Sortant du coma avec deux dents en moins, il rejoint ses amis, prend sa guitare et leur joue Yesterday des Beatles. Tous se montrent particulièrement émus par la qualité de cette chanson.  Il se rend alors compte qu'aucun d'entre eux n'a jamais entendu parler du célèbre groupe de Liverpool. Dans ce monde parallèle où il évolue désormais, Jack Malik n'obtient que des images de scarabées quand il tape The Beatles sur les moteurs de recherche Internet. Il commence alors à jouer leurs chansons en les faisant passer pour ses propres compositions.
Le succès, massif, va rapidement être au rendez-vous. Avec l'aide d'Ellie, il enregistre une démo dans le petit studio de Gavin, un producteur local. Il passe à la télévision et est remarqué par Ed Sheeran, qui l'invite à venir se produire en première partie de ses concerts à Moscou. Ellie refuse d'accompagner Jack, arguant de son travail d'enseignante. Son ami roadie Rocky prend sa place. Après le concert, Sheeran lance un défi à Jack : ils doivent composer une chanson sur-le-champ 
et la présenter à leur entourage afin de déterminer quelle est la meilleure. Jack interprète The Long and Winding Road, qui impressionne tout le monde. Ed Sheeran s'incline. Jack attire l'attention de la productrice américaine Debra Hammer qui l'invite à Los Angeles, le fait signer sur son label et le propulse vers la gloire internationale.
Avant de partir, Jack organise une fête chez lui à Lowestoft où Ellie lui avoue qu'elle a toujours été amoureuse de lui, mais tout paraît déjà trop tard. Afin de pouvoir « écrire » les chansons Strawberry Fields Forever et Penny Lane, Jack se rend avec Rocky à Liverpool et visite ces lieux et le cimetière où se trouve la tombe d'Eleanor Rigby. Ellie rejoint Jack à Liverpool, ils passent une soirée bien arrosée, s'embrassent, mais elle lui dit qu'elle n'est pas intéressée par une « relation d'un soir ». Le lendemain matin, Jack et Rocky poursuivent Ellie jusqu'à la gare de Liverpool où elle lui demande de choisir entre sa carrière et elle. Le cœur brisé, Jack choisit de retourner à Los Angeles.
En studio avec Ed Sheeran, ce dernier lui demande de modifier le titre d'une des chansons qu'il enregistre. Il trouve que Hey Jude sonne mal et lui suggère avec insistance Hey Dude. Le premier album de Jack va sortir en grande pompe, le label rejette tous les titres tirés des albums des Beatles que Jack propose, et son disque s'appellera One Man Only, insistant ainsi sur son « immense »  talent personnel.
Pour le lancement de l'album, Jack veut donner un concert sur le toit, à Gorleston. Il interprète un Help! rageur en pensant à Ellie. En coulisses, deux fans s'approchent de lui et lui expliquent qu'ils connaissent les Beatles et qu'ils savent qu'il a plagié tout leur répertoire. Mais à sa grande surprise, ils le remercient et lui demandent de continuer, afin que ces chansons ne tombent jamais dans l'oubli. Ils lui donnent également une adresse, résultat de leurs recherches. C'est celle de John Lennon, qui vit paisiblement au bord de la mer. Âgé de 78 ans, il a vécu sa vie loin des projecteurs et ne comprend pas pourquoi ce jeune homme est venu le voir. Jack, très ému, lui demande s'il est heureux de la vie qu'il a menée. John Lennon lui répond que ce fut le cas, en compagnie de sa femme, et lui conseille de déclarer son amour à celle qu'il aime et de toujours dire la vérité.
Jack se produit au stade de Wembley, et avoue à la foule qu'il a plagié la musique d'un groupe nommé les Beatles et qu'il est amoureux fou d'Ellie, alors qu'il a chargé Rocky de mettre les titres de son album en téléchargement gratuit sur Internet, sabotant ainsi sa commercialisation, ce qui met Debra en rage. Jack et Ellie se marient, fondent une famille et il devient professeur de musique.

## Fiche technique
Sauf indication contraire, les informations mentionnées dans cette section peuvent être confirmées par la base de données cinématographiques IMDb,  présente dans la section « Liens externes ».
- Titre original : Yesterday
- Réalisation : Danny Boyle
- Scénario : Richard Curtis, d'après une histoire de Jack Barth et Richard Curtis
- Musique : Daniel Pemberton ; chansons : The Beatles
- Direction artistique : James Wakefield
- Décors : Patrick Rolfe
- Costumes : Liza Bracey
- Photographie : Christopher Ross
- Montage : Jon Harris
- Production : Bernard Bellew, Tim Bevan, Danny Boyle, Richard Curtis, Eric Fellner et Matthew James Wilkinson

Producteurs délégués : Nick Angel et Lee Brazier
- Sociétés de production : Etalon Film et Working Title Films
- Société de distribution : Universal Pictures
- Budget : 26 millions $[2]
- Pays de production :  Royaume-Uni
- Langue originale : anglais
- Format : couleur
- Genre : Comédie romantique, fantastique et film musical
- Durée : 116 minutes
- Dates de sortie[3] :
  - Royaume-Uni : 28 juin 2019
  - France : 3 juillet 2019

## Distribution
- Himesh Patel (VF : Sonny Thongsamouth ; VQ : Maël Davan-Soulas) : Jack Malik
- Lily James (VF : Alexia Papineschi ; VQ : Kim Jalabert) : Ellie Appleton
- Ed Sheeran (VF : Valéry Schatz ; VQ : Alexandre Fortin) : lui-même
- Joel Fry (VF : Alex Fondja ; VQ : Adrien Bletton) : Rocky
- Kate McKinnon (VF : Juliette Poissonnier ; VQ : Annie Girard) : Debra Hammer
- Lamorne Morris (VF : Jean-Baptiste Anoumon ; VQ : Marc-André Bélanger) : le chef du marketing
- Sophia Di Martino (VF : Sara Viot) : Carol
- Ellise Chappell : Lucy
- Harry Michell (VF : Laurent Maurel ; VQ : Alexandre L'Heureux) : Nick
- Alexander Arnold (VF : Arnaud Laurent ; VQ : Gabriel Lessard) : Gavin
- James Corden : lui-même
- Sanjeev Bhaskar (VF : Omar Yami ; VQ : Antoine Durand) : Jed Malik le père de Jack
- Meera Syal (VF : Véronique Augereau ; VQ : Johanne Garneau) : Shelia Malik, la mère de Jack
- Karl Theobald : Terry
- Sarah Lancashire : Liz
- Michael Kiwanuka : lui-même
- Vincent Franklin (VF : Michel Dodane) : Brian, le patron de Jack
- Robert Carlyle (VF : Gabriel Le Doze) : John Lennon (non crédité)

Sources et légende: version française (VF) sur RS Doublage et version québécois (VQ) sur Doublage Québec
ainsi que le carton de doublage

## Production

### Genèse et développement

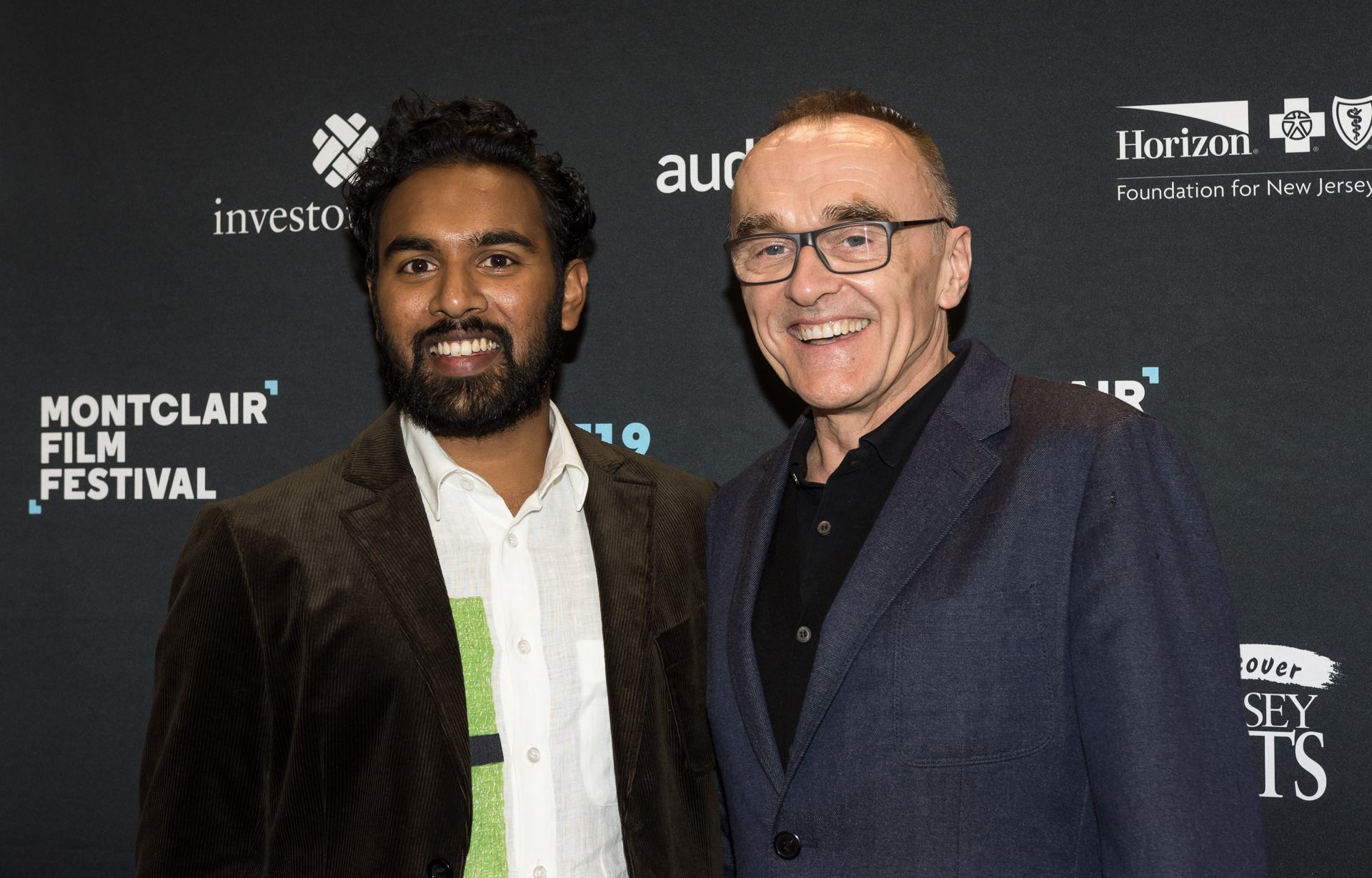
Le réalisateur Danny Boyle et l'acteur principal Himesh Patel au Montclair Film Festival 2019.

En mars 2018, le réalisateur Danny Boyle et le scénariste Richard Curtis annoncent leur collaboration sur un film musical se déroulant dans les années 1960 ou 1970 et mettant en scène un musicien qui se retrouve être le seul à connaître les Beatles. L'idée originale est imaginée par Jack Barth puis proposée par Working Title Films à Richard Curtis. Ce dernier est séduit par le pitch et écrit une première ébauche, sans même lire l'intrigue de Jack Barth. Richard Curtis pense rapidement à Danny Boyle, tout en pensant que ce dernier refusera en raison du ton très romantique du film.
L'agence de publicité japonaise Dentsu, la société chinoise Perfect World Pictures (en) et l'européenne Etalon Film ont financé la production de ce film britannique.
Le titre du film, Yesterday, est révélé en février 2019, quelques jours avant la première bande-annonce.

### Attribution des rôles
Himesh Patel est annoncé dans le rôle principal,. Il a été repéré par la directrice de casting grâce à son rôle dans la série EastEnders. Danny Boyle a été très séduit par ses auditions : « C’est comme si c’était la première fois que j’entendais cette chanson que pourtant je connaissais et que j'adorais. Il se l’était complètement appropriée. Il était à la fois humble avec la chanson des Beatles et s’en était en même temps complètement affranchi. On était loin d’une version karaoké améliorée, il en avait fait quelque chose de très personnel, comme si la chanson était de lui ».
Lily James et Kate McKinnon rejoignent la distribution,.
En avril 2018, le chanteur Ed Sheeran est confirmé dans un rôle et il est annoncé qu'il pourrait également contribuer à la bande originale du film,. Initialement, Richard Curtis avait songé à Chris Martin de Coldplay pour le rôle, mais il l'a refusé.
Ana de Armas et Lamorne Morris sont ensuite confirmés,. Les scènes avec Ana de Armas seront finalement coupées au montage. Cependant  Ana de Armas apparaît bien dans la bande-annonce du film, ce qui a poussé deux fans américains de l'actrice à porter plainte contre Universal Studios pour publicité trompeuse. La plainte a été considérée comme recevable et l'affaire sera jugé le 3 avril 2023.
La distribution se complète en mai 2018 avec les arrivées de Sophia Di Martino, Joel Fry et Harry Michell.

### Tournage
Le tournage débute le 21 avril 2018. Le tournage a lieu dans le Suffolk (Halesworth, Dunwich, Latitude Festival près de Southwold, etc.) ainsi qu'à Clacton-on-Sea dans l'Essex. Un appel au casting pour des figurants est réalisé après des concerts d'Ed Sheeran au Millennium Stadium de Cardiff en mai 2018. Environ 5 000 figurants sont donc recrutés pour apparaître dans des scènes tournées à Gorleston-on-Sea dans le Norfolk, en juin 2018. Le tournage a également lieu à Liverpool, Londres (Stade de Wembley) et Los Angeles.

### Musique
Danny Boyle et Richard Curtis ont pu bénéficier de l'autorisation des deux membres vivants des Beatles et des héritiers des deux autres pour pouvoir utiliser leurs chansons. Ils racontent que le choix a été difficile. La version originale de Hey Jude est entendue lors du générique final.
La musique originale est composée par Daniel Pemberton. Ce dernier s'est associé à Adem Ilhan (bassiste de Fridge) pour créer les chansons originales de Jack, qui ont été enregistrées dans des conditions de concert car Danny Boyle ne voulait pas un style de karaoké.
À la liste ci-dessous s'ajoute la chanson While My Guitar Gently Weeps dont on entend quelques notes.
| 1.  | Yesterday                                                | Lennon/McCartney | Himesh Patel              | 1:32 |
| 2.  | The World Is Universal (Universal Fanfare)               | Daniel Pemberton | Daniel Pemberton          | 0:22 |
| 3.  | Summer Song                                              |                  | Himesh Patel              | 1:48 |
| 4.  | Interlude I: A Day In The Life                           | Pemberton        | Daniel Pemberton          | 0:51 |
| 5.  | I Saw Her Standing There (Tracks On The Tracks Sessions) | Lennon/McCartney | Himesh Patel              | 1:45 |
| 6.  | Something                                                | George Harrison  | Himesh Patel              | 2:48 |
| 7.  | Let It Be                                                | Lennon/McCartney | Himesh Patel              | 3:58 |
| 8.  | Interlude II: Strawberries                               | Pemberton        | Daniel Pemberton          | 0:41 |
| 9.  | Carry That Weight                                        | Lennon/McCartney | Himesh Patel              | 1:48 |
| 10. | Here Comes the Sun                                       | Harrison         | Himesh Patel              | 2:49 |
| 11. | The Long and Winding Road (Recorded Backstage)           | Lennon/McCartney | Himesh Patel              | 1:38 |
| 12. | Interlude III: Gorleston Beach                           | Pemberton        | Daniel Pemberton          | 0:34 |
| 13. | Help! (Live At Pier Hotel)                               | Lennon/McCartney | Himesh Patel              | 2:38 |
| 14. | Yesterday (version album)                                | Lennon/McCartney | Himesh Patel              | 2:11 |
| 15. | She Loves You (Tracks On The Tracks Sessions)            | Lennon/McCartney | Himesh Patel              | 1:37 |
| 16. | A Hard Day's Night                                       | Lennon/McCartney | Himesh Patel              | 2:43 |
| 17. | Something                                                | Harrison         | Himesh Patel              | 1:02 |
| 18. | In My Life                                               | Lennon/McCartney | Himesh Patel              | 2:48 |
| 19. | Interlude IV: Train Tracks                               | Pemberton        | Daniel Pemberton          | 0:14 |
| 20. | I Want to Hold Your Hand (Tracks On The Tracks Sessions) | Lennon/McCartney | Himesh Patel & Lily James | 1:53 |
| 21. | Back in the U.S.S.R. (Live at Wembley)                   | Lennon/McCartney | Himesh Patel              | 2:39 |
| 22. | All You Need Is Love (Live at Wembley)                   | Lennon/McCartney | Himesh Patel              | 3:10 |
| 23. | Interlude V: Yesterday's Rain                            | Pemberton        | Daniel Pemberton          | 1:02 |
| 24. | The Long and Winding Road (version album)                | Lennon/McCartney | Himesh Patel              | 3:37 |
| 25. | Hey Jude                                                 | Lennon/McCartney | Himesh Patel              | 6:08 |
| 26. | Ob-La-Di, Ob-La-Da (Live at Cleves School)               | Lennon/McCartney | Himesh Patel              | 3:23 |
| 27. | Interlude VI: Life Goes On                               | Pemberton        | Daniel Pemberton          | 0:39 |

## Accueil

### Promotion
L'affiche du film montre le personnage principal Jack Malick traversant un passage piéton (comme les Beatles sur la pochette du disque Abbey Road), sa guitare dans le dos. Sur celle-ci est écrit « Hier, tout le monde connaissait les Beatles. Aujourd'hui, seul Jack se souvient de leurs chansons. Il est sur le point de devenir une immense vedette ». La bande-annonce originelle laissait sous-entendre qu'on verrait les deux Beatles toujours vivants en caméo dans le film, mais finalement, on n'y voit que John Lennon joué par Robert Carlyle.

### Critiques
En France, le site Allociné recense 32 critiques presse, pour une note moyenne de 3,5⁄5.
Selon Le Figaro, « on ne boude pas son plaisir à réentendre les classiques du groupe de Liverpool dans d’honnêtes interprétations, avec un fort contingent de titres de McCartney, qu’on croit être le Beatle préféré de Curtis et Boyle, jusqu’à une certaine scène très touchante ». Pour Les Fiches du cinéma, Yesterday est « une fable aimable mais limitée par un scénario trop attendu ».

### Réaction des Beatles et leur famille
Paul McCartney révèle dans un épisode du Late Show with Stephen Colbert que sa femme Nancy Shevell et lui se sont faufilés dans un cinéma des Hamptons pour voir le film et l'ont adoré. Dany Boyle a également envoyé des copies du film à Ringo Starr et sa femme Barbara, ainsi qu'à Olivia Harrison et a reçu des charmants messages de leur part. Enfin, Yoko Ono a approuvé l'interprétation qui est faite de son mari John Lennon.

### Box-office
Pour un budget de production de 26 millions de dollars, Yesterday récolte  73 286 650 $ de recettes aux États-Unis et au Canada et 80 426 191 $ dans les autres pays, pour un total mondial de 153 712 841 $.
En France, le succès du film est plus modéré, avec 678 617 entrées.

## Analyse

### Similitudes
Le film partage le même titre et des similitudes (même thématiques d'imposture et de culpabilité autour de l'œuvre des Beatles, et même prénom de l'héroïne principale) avec une bande dessinée homonyme de David Blot et Jérémie Royer parue en 2011,.
Le concept du film rappelle, d'ailleurs, fortement celui de Jean-Philippe, de Laurent Tuel, sorti en 2006, où un fan de Johnny Hallyday, interprété par Fabrice Luchini, se retrouve dans un monde où son idole est un parfait inconnu qui n'a jamais connu le succès.